# Podocarpus nivalis
Podocarpus nivalis é uma espécie de conífera da família Podocarpaceae.
Apenas pode ser encontrada na Nova Zelândia.